# Jan Gies
Jan Gies, född 18 oktober 1905 i Amsterdam, död 26 januari 1993 i Amsterdam, var en medlem av den nederländska motståndsrörelsen under andra världskriget. Tillsammans med hustrun Miep Gies gömde han Anne Frank och hennes familj från nazisterna.